# Charles Le Bargy
Charles Gustave Auguste Le Bargy (La Chapelle, 28 agosto 1858 – Nizza, 5 febbraio 1936) è stato un attore e regista francese.

## Biografia
Nacque a La Chapelle (Parigi). Il suo talento sia come commediante che come attore seriale fu presto messo in evidenza e divenne così membro della Comédie-Française, come protagonista in adattamenti quali Le Duel, L'Enigme, Le Marquis de Priola, L'Autre Danger e Le Dedale.
Sua moglie, Simone Le Bargy (nata Benda), un'abile attrice, fece il suo debutto sul palcoscenico del Teatro del Ginnasio nel 1902, e negli anni seguenti ebbe un gran successo in La Rafale ed altre opere.
Nel 1910 Charles le Bargy entrò in disaccordo con le autorità della Comédie-Française e cessò di esserne socio.
Recitò e diresse vari film francesi degli esordi, a cominciare da L'Assassinat du duc de Guise (1908) e La Tosca (1909). Da ricordare la sua fruttuosa collaborazione cinematografica col regista contemporaneo André Calmettes.